# Вжосова-Поляна
Вжосо́ва-Поля́на (пол. Wrzosowa Polana) —  село в Польше на территории гмины Кремпна Ясленского повета Подкарпатского воеводства.

## География
Село находится в 2 км. от административного центра гмины села Кремпна, 26 км. от города Ясло и 69 км. от Кракова.

## История
В 1975 – 1998 года село входило в Кросненское воеводство.